# Pyridindikarboxylové kyseliny
Pyridindikarboxylové kyseliny jsou skupinou organických sloučenin odvozených od pyridinu navázáním dvou karboxylových skupin; tyto sloučeniny tak odpovídají vzorci C7H5NO4. Vytvářejí několik izomerů:
| Triviální název       | Kyselina chinolinová               | Kyselina lutidinová                | Kyselina izocinchomeronová         | Kyselina dipikolinová              | Kyselina cinchomeronová            | Kyselina dinikotinová              |
| Systematický název    | Kyselina pyridin-2,3-dikarboxylová | Kyselina pyridin-2,4-dikarboxylová | Kyselina pyridin-2,5-dikarboxylová | Kyselina pyridin-2,6-dikarboxylová | Kyselina pyridin-3,4-dikarboxylová | Kyselina pyridin-3,5-dikarboxylová |
| Strukturní vzorec     |                                    |                                    |                                    |                                    |                                    |                                    |
| Registrační číslo CAS | 89-00-9                            | 499-80-9                           | 100-26-5                           | 499-83-2                           | 490-11-9                           | 499-81-0                           |